# Bamberger Hörnla

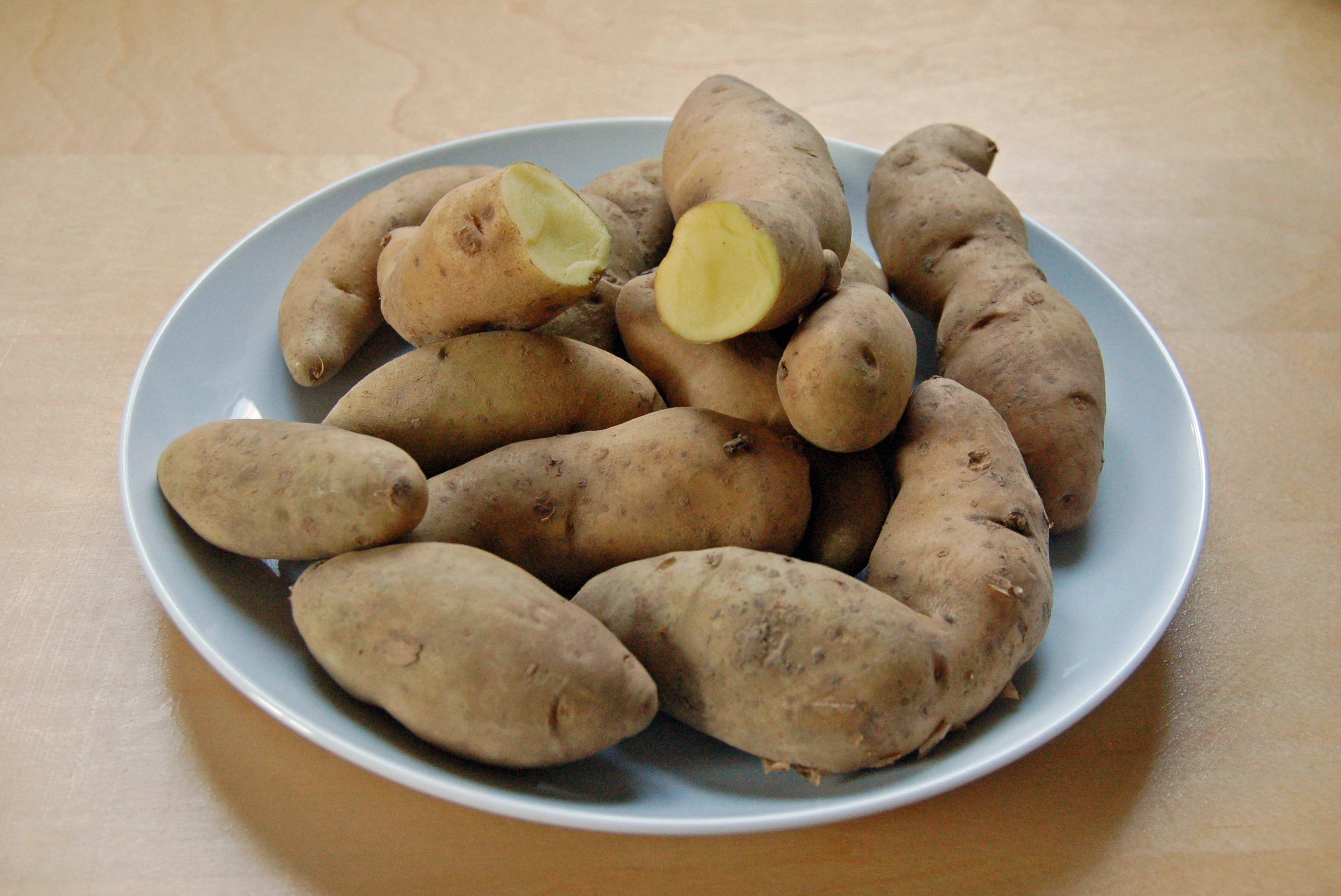
Bamberger Hörnla, ungewaschen mit Bruchstelle

Bamberger Hörnla, auch Bamberger Hörnchen, ist eine alte Kartoffelsorte aus Franken.
Die als festkochend geltenden Kartoffeln sind klein und haben eine längliche, fingerförmige, krumme Form. Sie haben festes hellgelbes Fleisch, leicht ockerfarbene Haut und ein nussiges Aroma mit einem intensiven Eigengeschmack. Die Kartoffelpflanze ist eher klein und blüht weiß. Das Bamberger Hörnla ist seit dem späten 19. Jahrhundert bekannt.
Bamberger Hörnla werden vorwiegend in Süddeutschland angebaut. Die Kartoffelsorte ist im Zusammenhang mit der Rückbesinnung auf traditionelle Sorten wieder sehr beliebt. Sie eignet sich besonders gut für Kartoffelsalat.
Die Sorte drohte auszusterben. Dem Einsatz von Kleingärtnern und Freunden einer breiten Sortenvielfalt in der Landwirtschaft aus ganz Deutschland ist zu verdanken, dass sich die Bestände gefestigt haben.
Im Oktober 2013 wurde die Sorte von der EU als regionale Marke bestätigt (geschützte geographische Angabe g. g. A.), d. h., es dürfen seither europaweit als „Bamberger Hörnla“ nur Kartoffeln (Speise- und Pflanzkartoffeln) angeboten werden, die in Franken angebaut wurden. Erlaubt ist aber weiterhin auch außerhalb von Franken der Sortenname „Bamberger Hörnchen“.
Der Anbau der Sorte ist aufwendig, wobei der Ertrag eher gering ist. Zudem lassen sich die Hörnla nicht maschinell ernten. Außerhalb der Anbaugebiete ist die Sorte daher häufig nur in Feinkostgeschäften, bei spezialisierten Händlern und in Bioläden zu erhalten.
Die Bamberger Hörnla werden aufgrund einer großen Ähnlichkeit mit der französischen La Ratte verwechselt und durch die ertragreichere und damit günstigere Sorte ersetzt. Das Hörnla wurde im Internationalen Jahr der Kartoffel 2008 von Landwirtschafts- und Umweltorganisationen zur „Kartoffel des Jahres 2008“ gewählt. Seit Dezember 2005 ist das Bamberger Hörnla Passagier auf der Arche des Geschmacks der deutschen Organisation Slow food e. V.
2015 erschien unter dem Titel „Bamberger Hörnla“ ein Franken-Krimi des Schriftstellers Harry Luck.